# Cseh uralkodók házastársainak listája

A Cseh Királyság címere

A cseh uralkodók házastársainak listáját tartalmazza az alábbi táblázat a kezdetektől 1918-ig.

## Uralkodóházak

### Přemysl-ház, 1278–1306
| Képe | Címere | Neve                                  | Apja                                                     | Születése           | Házassága                                                                           | Uralkodói hitvessé válása (koronázása)                                              | Uralkodói hitvesi terminus vége                                                                                                  | Halála                             | Házastársa  |
| ---- | ------ | ------------------------------------- | -------------------------------------------------------- | ------------------- | ----------------------------------------------------------------------------------- | ----------------------------------------------------------------------------------- | --- | ---------------------------------- | ----------- |
|      |        | Babenbergi Margit királyné            | VI. Lipót osztrák herceg (Babenberg-ház)                 | 1204                | 1252. február 11., Hainburg házasságkötése 1253. július 5. pápai diszpenzáció       | 1253. szeptember 23. férje trónra lépte                                             | 1261. október 18. válása | 1266. október 29./1267. október 2. | II. Ottokár |
|      |        | Rurik Kunigunda királyné              | III. Rosztyiszlav kijevi nagyfejedelem (Rurik-dinasztia) | 1245. június 12.    | 1261. október 25., Pozsony házasságkötése 1261. december 25., Prága koronázása      | 1261. október 25., Pozsony házasságkötése 1261. december 25., Prága koronázása      | 1278. augusztus 26. férje halála                                                                                                 | 1285. szeptember 4.                | II. Ottokár |
|      |        | Habsburg Judit királyné               | I. Rudolf német király (Habsburg-ház)                    | 1271. március 13.   | 1285. január 24., Eger, Csehország házasságkötése 1297. június 2., Prága koronázása | 1285. január 24., Eger, Csehország házasságkötése 1297. június 2., Prága koronázása | 1297. június 18. | 1297. június 18.                   | II. Vencel  |
|      |        | Piast Erzsébet Richeza királyné       | II. Przemysł lengyel király (Piast-dinasztia)            | 1288. szeptember 1. | 1303. május 26., Prága házasságkötése és koronázása                                 | 1303. május 26., Prága házasságkötése és koronázása                                 | 1305. június 21. férje halála | 1335. október 19.                  | II. Vencel  |
| –    |        | Árpád-házi Erzsébet nem lett királyné | III. András magyar király (Árpád-ház)                    | 1292                | 1298. február 12. eljegyzése                                                        | 1305. június 21. Vencel trónra lépése                                               | 1305. október 5. politikai okokból Vencel felbontotta az eljegyzést, ezért nem jöhetett létre a házasság, és nem vált királynévá | 1338. május 6.                     | III. Vencel |
| –    |        | Piast Viola királyné                  | I. Mieszko tescheni herceg (Piast-dinasztia)             | 1287/1291           | 1305. október 5., Prága                                                             | 1305. október 5., Prága                                                             | 1306. augusztus 4. férje halála                                                                                                  | 1317. szeptember 21.               | III. Vencel |

### Görz-ház, 1306–1306
| Képe | Címere | Neve                  | Apja                                 | Születése         | Házassága         | Uralkodói hitvessé válása (koronázása)        | Uralkodói hitvesi terminus vége  | Halála              | Házastársa |
| ---- | ------ | --------------------- | ------------------------------------ | ----------------- | ----------------- | --------------------------------------------- | -------------------------------- | ------------------- | ---------- |
| –    |        | Přemysl Anna királyné | II. Vencel cseh király (Přemysl-ház) | 1290. október 15. | 1306. február 13. | 1306. augusztus 22. férje királlyá választása | 1306. október férje trónfosztása | 1313. szeptember 3. | II. Henrik |

### Habsburg-ház, 1306–1307
| Képe | Címere | Neve                                 | Apja                                          | Születése           | Házassága         | Uralkodói hitvessé válása (koronázása) | Uralkodói hitvesi terminus vége | Halála            | Házastársa |
| ---- | ------ | ------------------------------------ | --------------------------------------------- | ------------------- | ----------------- | -------------------------------------- | ------------------------------- | ----------------- | ---------- |
|      |        | Piast Erzsébet Richeza újra királyné | II. Przemysł lengyel király (Piast-dinasztia) | 1288. szeptember 1. | 1306. október 16. | 1306. október 16.                      | 1307. július 3. férje halála    | 1335. október 19. | I. Rudolf  |

### Görz-ház, 1307–1310
| Képe | Címere | Neve                                     | Apja                                                  | Születése         | Házassága                       | Uralkodói hitvessé válása (koronázása)       | Uralkodói hitvesi terminus vége                                                                        | Halála              | Házastársa |
| ---- | ------ | ---------------------------------------- | ----------------------------------------------------- | ----------------- | ------------------------------- | -------------------------------------------- | --- | ------------------- | ---------- |
| –    |        | Přemysl Anna újra királyné               | II. Vencel cseh király (Přemysl-ház)                  | 1290. október 15. | 1306. február 13.               | 1307. október 15. férje újbóli trónra lépése | 1310. augusztus 31. férje újbóli trónfosztása, de férje nem mondott le a trónról, címzetes királyi cím | 1313. szeptember 3. | II. Henrik |
| –    |        | Braunschweigi Adelhaid címzetes királyné | I. Henrik braunschweig-grubenhageni herceg (Welf-ház) | 1285 (körül)      | 1315. szeptember 18., Innsbruck | 1315. szeptember 18., Innsbruck              | 1320. augusztus 18.                                                                                    | 1320. augusztus 18. | II. Henrik |
| –    |        | Savoyai Beatrix címzetes királyné        | V. Amadeusz savoyai gróf (Savoyai-ház)                | 1310              | 1328. június 8.                 | 1328. június 8.                              | 1331. december 20.                                                                                     | 1331. december 20.  | II. Henrik |

### Luxemburgi-ház, 1310–1437
| Képe | Címere | Neve                         | Apja                                                  | Születése            | Házassága                                                                          | Uralkodói hitvessé válása (koronázása)                                        | Uralkodói hitvesi terminus vége  | Halála               | Házastársa     |
| ---- | ------ | ---------------------------- | ----------------------------------------------------- | -------------------- | ---------------------------------------------------------------------------------- | ----------------------------------------------------------------------------- | -------------------------------- | -------------------- | -------------- |
|      |        | Přemysl Erzsébet királyné    | II. Vencel cseh király (Přemysl-ház)                  | 1292. január 20.     | 1310. augusztus 30., Speyer házasságkötése 1311. február 7., Prága koronázása      | 1310. augusztus 30., Speyer házasságkötése 1311. február 7., Prága koronázása | 1330. szeptember 28.             | 1330. szeptember 28. | I. (Vak) János |
|      |        | Bourbon Beatrix királyné     | I. Lajos, Bourbon hercege (Bourbon-ház, Capeting-ház) | 1320                 | 1335. január 9. után házasságkötése 1337. május 18., Prága koronázása              | 1335. január 9. után házasságkötése 1337. május 18., Prága koronázása         | 1346. augusztus 26. férje halála | 1383. december 23.   | I. (Vak) János |
|      |        | Valois Blanka királyné       | Valois Károly (Valois-ház, Capeting-ház)              | 1316                 | 1329. január 8., Prága                                                             | 1346. augusztus 26. férje trónra lépte 1347. szeptember 2., Prága koronázása  | 1348. augusztus 1.               | 1348. augusztus 1.   | I. Károly      |
|      |        | Pfalzi Anna királyné         | II. Rudolf pfalzi választófejedelem (Wittelsbach-ház) | 1329. szeptember 26. | 1349. május házasságkötése 1349. szeptember 1., Prága koronázása                   | 1349. május házasságkötése 1349. szeptember 1., Prága koronázása              | 1353. február 2.                 | 1353. február 2.     | I. Károly      |
|      |        | Schwidnitzi Anna királyné    | II. Henrik schweidnitzi herceg (Piast-dinasztia)      | 1339                 | 1353. május 2., Buda házasságkötése 1353. július 28., Prága koronázása             | 1353. május 2., Buda házasságkötése 1353. július 28., Prága koronázása        | 1362. július 11.                 | 1362. július 11.     | I. Károly      |
|      |        | Pomerániai Erzsébet királyné | V. Boguszláv pomerániai herceg (Pomerániai-ház)       | 1347                 | 1363. május 21, Krakkó házasságkötése 1363. június 18., Prága koronázása           | 1363. május 21, Krakkó házasságkötése 1363. június 18., Prága koronázása      | 1378. november 29. férje halála  | 1393. április 15.    | I. Károly      |
|      |        | Bajor Johanna királyné       | I. Albert bajor herceg (Wittelsbach-ház)              | 1356                 | 1370. szeptember 29., Nürnberg házasságkötése 1370. november 17., Prága koronázása | 1378. november 29. férje trónra lépte                                         | 1386. december 31.               | 1386. december 31.   | IV. Vencel     |
|      |        | Bajor Zsófia királyné        | II. János bajor herceg (Wittelsbach-ház)              | 1376                 | 1389. május 2., Prága házasságkötése 1400. március 13., Prága koronázása           | 1389. május 2., Prága házasságkötése 1400. március 13., Prága koronázása      | 1419. augusztus 16. férje halála | 1425. szeptember 26. | IV. Vencel     |
|      |        | Cillei Borbála királyné      | Cillei Hermann (Cillei család)                        | 1392                 | 1405. december 6., Székesfehérvár                                                  | 1419. augusztus 16. férje trónra lépte 1437. február 11., Prága koronázása    | 1437. december 9. férje halála   | 1451. július 11.     | Zsigmond       |

### Habsburg-ház, 1438–1439
| Képe | Címere | Neve                         | Apja                                                                | Születése        | Házassága                     | Uralkodói hitvessé válása (koronázása)          | Uralkodói hitvesi terminus vége | Halála             | Házastársa |
| ---- | ------ | ---------------------------- | ------------------------------------------------------------------- | ---------------- | ----------------------------- | ----------------------------------------------- | ------------------------------- | ------------------ | ---------- |
|      |        | Luxemburgi Erzsébet királyné | Zsigmond magyar és cseh király, német-római császár (Luxemburg-ház) | 1409. október 7. | 1421. szeptember 28., Pozsony | 1438. május 6., Prága férje királlyá választása | 1439. október 27. férje halála  | 1442. december 19. | I. Albert  |

### Interregnum, 1439–1453
| Képe | Címere | Neve | Apja | Születése | Házassága | Uralkodói hitvessé válása (koronázása) | Uralkodói hitvesi terminus vége | Halála | Házastársa  |
| --- | --- | --- | --- | --- | --- | --- | --- | --- | ----------- |
| Albert halála után a cseh rendek nem ismerték el annak utószülött fiát, és III. Albert bajor hercegnek ajánlották fel a trónt, aki viszont visszautasította az ajánlatot, ezzel a trónt betöltetlennek nyilvánították, és Utószülött László nagykorúsításáig, 1453-ig Csehországot kormányzók vezették. 1439 – 1453 | Albert halála után a cseh rendek nem ismerték el annak utószülött fiát, és III. Albert bajor hercegnek ajánlották fel a trónt, aki viszont visszautasította az ajánlatot, ezzel a trónt betöltetlennek nyilvánították, és Utószülött László nagykorúsításáig, 1453-ig Csehországot kormányzók vezették. 1439 – 1453 | Albert halála után a cseh rendek nem ismerték el annak utószülött fiát, és III. Albert bajor hercegnek ajánlották fel a trónt, aki viszont visszautasította az ajánlatot, ezzel a trónt betöltetlennek nyilvánították, és Utószülött László nagykorúsításáig, 1453-ig Csehországot kormányzók vezették. 1439 – 1453 | Albert halála után a cseh rendek nem ismerték el annak utószülött fiát, és III. Albert bajor hercegnek ajánlották fel a trónt, aki viszont visszautasította az ajánlatot, ezzel a trónt betöltetlennek nyilvánították, és Utószülött László nagykorúsításáig, 1453-ig Csehországot kormányzók vezették. 1439 – 1453 | Albert halála után a cseh rendek nem ismerték el annak utószülött fiát, és III. Albert bajor hercegnek ajánlották fel a trónt, aki viszont visszautasította az ajánlatot, ezzel a trónt betöltetlennek nyilvánították, és Utószülött László nagykorúsításáig, 1453-ig Csehországot kormányzók vezették. 1439 – 1453 | Albert halála után a cseh rendek nem ismerték el annak utószülött fiát, és III. Albert bajor hercegnek ajánlották fel a trónt, aki viszont visszautasította az ajánlatot, ezzel a trónt betöltetlennek nyilvánították, és Utószülött László nagykorúsításáig, 1453-ig Csehországot kormányzók vezették. 1439 – 1453 | Albert halála után a cseh rendek nem ismerték el annak utószülött fiát, és III. Albert bajor hercegnek ajánlották fel a trónt, aki viszont visszautasította az ajánlatot, ezzel a trónt betöltetlennek nyilvánították, és Utószülött László nagykorúsításáig, 1453-ig Csehországot kormányzók vezették. 1439 – 1453 | Albert halála után a cseh rendek nem ismerték el annak utószülött fiát, és III. Albert bajor hercegnek ajánlották fel a trónt, aki viszont visszautasította az ajánlatot, ezzel a trónt betöltetlennek nyilvánították, és Utószülött László nagykorúsításáig, 1453-ig Csehországot kormányzók vezették. 1439 – 1453 | Albert halála után a cseh rendek nem ismerték el annak utószülött fiát, és III. Albert bajor hercegnek ajánlották fel a trónt, aki viszont visszautasította az ajánlatot, ezzel a trónt betöltetlennek nyilvánították, és Utószülött László nagykorúsításáig, 1453-ig Csehországot kormányzók vezették. 1439 – 1453 | Interregnum |

### Habsburg-ház, 1453–1457
| Képe | Címere | Neve                              | Apja                                    | Születése         | Házassága | Uralkodói hitvessé válása (koronázása)                                                                          | Uralkodói hitvesi terminus vége                                                               | Halála           | Házastársa                 |
| ---- | ------ | --------------------------------- | --------------------------------------- | ----------------- | --- | --- | --------------------------------------------------------------------------------------------- | ---------------- | -------------------------- |
|      |        | Valois Magdolna nem lett királyné | VII. Károly francia király (Valois-ház) | 1443. december 1. | 1457. szeptember, Bécs eljegyzése (1458. január-február, Prága a házasságkötés kijelölt időpontja és helyszíne) | 1457. szeptember, Bécs eljegyzése (1458. január-február, Prága a házasságkötés kijelölt időpontja és helyszíne) | 1457. november 23. jegyese halála miatt nem jöhetett létre a házasság, és nem vált királynévá | 1495. január 23. | IV. (V./Utószülött) László |

### Podjebrád-ház, 1458–1571
| Képe   | Címere     | Neve                      | Apja                                        | Születése  | Házassága | Uralkodói hitvessé válása (koronázása)                                             | Uralkodói hitvesi terminus vége | Halála             | Házastársa |
| ------ | ---------- | ------------------------- | ------------------------------------------- | ---------- | --------- | ---------------------------------------------------------------------------------- | ------------------------------- | ------------------ | ---------- |
|        |            | Rožmital Johanna királyné | Rožmital János (Rožmital /Rosental/ család) | 1432 előtt | 1450/51   | 1458. március 2., Prága férje királlyá választása 1458. május 8., Prága koronázása | 1471. március 22. férje halála  | 1475. november 12. | I. György  |
| Halála | Házastársa |                           |                                             |            |           |                                                                                    |                                 |                    |            |

### Hunyadi-ház, 1469–1490
| Képe | Címere | Neve                       | Apja                                         | Születése          | Házassága                          | Uralkodói hitvessé válása (koronázása) | Uralkodói hitvesi terminus vége | Halála               | Házastársa |
| ---- | ------ | -------------------------- | -------------------------------------------- | ------------------ | ---------------------------------- | -------------------------------------- | ------------------------------- | -------------------- | ---------- |
|      |        | Aragóniai Beatrix királyné | I. Ferdinánd nápolyi király (Trastámara-ház) | 1457. november 14. | 1476. december 12., Székesfehérvár | 1476. december 12., Székesfehérvár     | 1490. április 6. férje halála   | 1508. szeptember 23. | I. Mátyás  |

### Jagelló-ház, 1471–1526
| Képe | Címere | Neve                                     | Apja                                                        | Születése            | Házassága                                                                              | Uralkodói hitvessé válása (koronázása)                                                 | Uralkodói hitvesi terminus vége  | Halála               | Házastársa       |
| ---- | ------ | ---------------------------------------- | ----------------------------------------------------------- | -------------------- | -------------------------------------------------------------------------------------- | -------------------------------------------------------------------------------------- | -------------------------------- | -------------------- | ---------------- |
| –    |        | Brandenburgi Borbála névleges királyné   | III. Albert Achilles brandenburgi őrgróf (Hohenzollern-ház) | 1464. május 30.      | 1476. augusztus 20., Frankfurt per procuram (képviselők útján létrejött) házasságkötés | 1476. augusztus 20., Frankfurt per procuram (képviselők útján létrejött) házasságkötés | 1500. április 3., Róma válása    | 1515. szeptember 4.  | V. (II.) Ulászló |
|      |        | Aragóniai Beatrix újra névleges királyné | I. Ferdinánd nápolyi király (Trastámara-ház)                | 1457. november 14.   | 1490. október 4., Esztergom                                                            | 1490. október 4., Esztergom                                                            | 1500. április 3., Róma válása    | 1508. szeptember 23. | V. (II.) Ulászló |
|      |        | Candale-i Anna királyné                  | II. Gaston János candale-i gróf (Foix-ház)                  | 1484                 | 1502. szeptember 29., Székesfehérvár                                                   | 1502. szeptember 29., Székesfehérvár                                                   | 1506. július 26.                 | 1506. július 26.     | V. (II.) Ulászló |
|      |        | Habsburg Mária királyné                  | I. Fülöp kasztíliai király (Habsburg-ház)                   | 1505. szeptember 17. | 1521. december 11., Székesfehérvár házasságkötése 1522. június 1., Prága koronázása    | 1521. december 11., Székesfehérvár házasságkötése 1522. június 1., Prága koronázása    | 1526. augusztus 29. férje halála | 1558. október 18.    | I. (II.) Lajos   |

### Habsburg-ház, 1526–1619
| Képe | Címere | Neve | Apja | Születése | Házassága | Uralkodói hitvessé válása (koronázása) | Uralkodói hitvesi terminus vége | Halála | Házastársa    |
| --- | --- | --- | --- | --- | --- | --- | --- | --- | ------------- |
| | | Jagelló Anna királyné | II. Ulászló magyar és cseh király (Jagelló-ház)                                                                                         | 1503. július 23. | 1521. május 26., Linz | 1526. október 23., Prága férje királlyá választása 1527. február 26., Prága koronázása                                                                                       | 1547. január 27. | 1547. január 27. | I. Ferdinánd  |
| | | Habsburg Mária királyné | V. Károly német-római császár (Habsburg-ház)                                                                                            | 1528. június 21. | 1548. szeptember 13., Valladolid | 1562. szeptember 20., Prága férje királlyá koronázása trónörökösként 1562. szeptember 21., Prága Mária saját koronázása trónörökösnéként 1564. július 25. férje trónra lépte | 1576. október 12. férje halála | 1603. február 26. | I. Miksa      |
| Nem nősült meg, uralkodása alatt nem volt királyné 1576–1608                                                                            | Nem nősült meg, uralkodása alatt nem volt királyné 1576–1608                                                                            | Nem nősült meg, uralkodása alatt nem volt királyné 1576–1608                                                                            | Nem nősült meg, uralkodása alatt nem volt királyné 1576–1608                                                                            | Nem nősült meg, uralkodása alatt nem volt királyné 1576–1608                                                                            | Nem nősült meg, uralkodása alatt nem volt királyné 1576–1608                                                                            | Nem nősült meg, uralkodása alatt nem volt királyné 1576–1608 | Nem nősült meg, uralkodása alatt nem volt királyné 1576–1608                                                                            | Nem nősült meg, uralkodása alatt nem volt királyné 1576–1608                                                                            | II. Rudolf    |
| | | Habsburg Anna királyné | II. Ferdinánd osztrák főherceg (Habsburg-ház)                                                                                           | 1585. október 4. | 1611. december 4., Bécs házasságkötése 1616. február 29., Prága koronázása                                                              | 1611. december 4., Bécs házasságkötése 1616. február 29., Prága koronázása                                                                                                   | 1618. december 14. | 1618. december 14. | II. Mátyás    |
| Első felesége meghalt a trónra lépte előtt, első csehországi uralkodása alatt nem volt királyné 1619. március 20. – 1619. augusztus 26. | Első felesége meghalt a trónra lépte előtt, első csehországi uralkodása alatt nem volt királyné 1619. március 20. – 1619. augusztus 26. | Első felesége meghalt a trónra lépte előtt, első csehországi uralkodása alatt nem volt királyné 1619. március 20. – 1619. augusztus 26. | Első felesége meghalt a trónra lépte előtt, első csehországi uralkodása alatt nem volt királyné 1619. március 20. – 1619. augusztus 26. | Első felesége meghalt a trónra lépte előtt, első csehországi uralkodása alatt nem volt királyné 1619. március 20. – 1619. augusztus 26. | Első felesége meghalt a trónra lépte előtt, első csehországi uralkodása alatt nem volt királyné 1619. március 20. – 1619. augusztus 26. | Első felesége meghalt a trónra lépte előtt, első csehországi uralkodása alatt nem volt királyné 1619. március 20. – 1619. augusztus 26.                                      | Első felesége meghalt a trónra lépte előtt, első csehországi uralkodása alatt nem volt királyné 1619. március 20. – 1619. augusztus 26. | Első felesége meghalt a trónra lépte előtt, első csehországi uralkodása alatt nem volt királyné 1619. március 20. – 1619. augusztus 26. | II. Ferdinánd |

### Wittelsbach-ház, 1619–1620
| Képe | Címere | Neve                     | Apja                                                           | Születése           | Házassága                 | Uralkodói hitvessé válása (koronázása)                                            | Uralkodói hitvesi terminus vége      | Halála            | Házastársa |
| ---- | ------ | ------------------------ | -------------------------------------------------------------- | ------------------- | ------------------------- | --------------------------------------------------------------------------------- | ------------------------------------ | ----------------- | ---------- |
|      |        | Stuart Erzsébet királyné | I. Jakab néven angol, VI. Jakab néven skót király (Stuart-ház) | 1596. augusztus 19. | 1613. február 14., London | 1619. augusztus 26. férje királlyá választása 1619. november 7., Prága koronázása | 1620. november 8. férje trónfosztása | 1662. február 13. | I. Frigyes |

### Habsburg-ház, 1620–1741
| Képe | Címere | Neve | Apja | Születése | Házassága | Uralkodói hitvessé válása (koronázása) | Uralkodói hitvesi terminus vége | Halála | Házastársa     |
| --- | --- | --- | --- | --- | --- | --- | --- | --- | -------------- |
| | | Gonzaga Eleonóra királyné | I. Vince mantovai herceg (Gonzaga-család) | 1598. szeptember 23, | 1622. február 4., Innsbruck házasságkötése 1627. november 21., Prága koronázása | 1622. február 4., Innsbruck házasságkötése 1627. november 21., Prága koronázása | 1637. február 15. férje halála | 1655. június 27. | II. Ferdinánd  |
| | | Habsburg Mária Anna királyné | III. Fülöp spanyol király (Habsburg-ház) | 1606. augusztus 18. | 1631. február 20., Bécs Miután férjét még házasságuk előtt 1627. november 24-én Prágában királlyá koronázták, így házasságuk révén Mária Anna ifjabb királyné volt férje trónra léptéig. | 1637. február 15. férje trónra lépése | 1646. május 13. | 1646. május 13. | III. Ferdinánd |
| | | Habsburg Mária Leopoldina királyné | V. Lipót osztrák főherceg (Habsburg-ház) | 1632. április 6. | 1648. július 2., Linz | 1648. július 2., Linz | 1649. augusztus 7. | 1649. augusztus 7. | III. Ferdinánd |
| | | Gonzaga Eleonóra királyné | II. Károly mantovai herceg (Gonzaga-család) | 1630. november 18. | 1651. április 30., Bécsújhely házasságkötése 1656. szeptember 11., Prága koronázása | 1651. április 30., Bécsújhely házasságkötése 1656. szeptember 11., Prága koronázása | 1657. április 2. férje halála | 1686 december 6. | III. Ferdinánd |
| Nem nősült meg, apja uralkodása idején meghalt, sohasem uralkodott, de cseh királlyá koronázták, így IV. Ferdinánd révén nem volt ifjabb királynéja az országnak 1646–1654 | Nem nősült meg, apja uralkodása idején meghalt, sohasem uralkodott, de cseh királlyá koronázták, így IV. Ferdinánd révén nem volt ifjabb királynéja az országnak 1646–1654 | Nem nősült meg, apja uralkodása idején meghalt, sohasem uralkodott, de cseh királlyá koronázták, így IV. Ferdinánd révén nem volt ifjabb királynéja az országnak 1646–1654 | Nem nősült meg, apja uralkodása idején meghalt, sohasem uralkodott, de cseh királlyá koronázták, így IV. Ferdinánd révén nem volt ifjabb királynéja az országnak 1646–1654 | Nem nősült meg, apja uralkodása idején meghalt, sohasem uralkodott, de cseh királlyá koronázták, így IV. Ferdinánd révén nem volt ifjabb királynéja az országnak 1646–1654 | Nem nősült meg, apja uralkodása idején meghalt, sohasem uralkodott, de cseh királlyá koronázták, így IV. Ferdinánd révén nem volt ifjabb királynéja az országnak 1646–1654               | Nem nősült meg, apja uralkodása idején meghalt, sohasem uralkodott, de cseh királlyá koronázták, így IV. Ferdinánd révén nem volt ifjabb királynéja az országnak 1646–1654                    | Nem nősült meg, apja uralkodása idején meghalt, sohasem uralkodott, de cseh királlyá koronázták, így IV. Ferdinánd révén nem volt ifjabb királynéja az országnak 1646–1654 | Nem nősült meg, apja uralkodása idején meghalt, sohasem uralkodott, de cseh királlyá koronázták, így IV. Ferdinánd révén nem volt ifjabb királynéja az országnak 1646–1654 | IV. Ferdinánd  |
| | | Habsburg Margit Terézia királyné | IV. Fülöp spanyol király (Habsburg-ház) | 1651. augusztus 12. | 1666. december 5., Bécs | 1666. december 5., Bécs | 1673. március 12. | 1673. március 12. | I. Lipót       |
| | | Habsburg Klaudia Felicitas királyné | Ferdinánd Károly osztrák főherceg (Habsburg-ház) | 1653. május 30. | 1673. október 15., Graz | 1673. október 15., Graz | 1676. április 8. | 1676. április 8. | I. Lipót       |
| | | Pfalz–Neuburgi Eleonóra Magdolna királyné | Fülöp Vilmos pfalzi választófejedelem (Wittelsbach-ház) | 1655. január 6. | 1676. december 14., Passau | 1676. december 14., Passau | 1705. május 5. férje halála | 1720. január 19. | I. Lipót       |
| | | Braunschweig–Lüneburgi Vilma Amália királyné | János Frigyes calenberg–göttingeni fejedelem (Welf-ház) | 1673. április 21. | 1699. február 24., Bécs | 1705. május 5. férje trónra lépése | 1711. április 17. férje halála | 1742. április 10. | I. József      |
| | | Braunschweigi Erzsébet királyné | Lajos Rudolf braunschweig–wolfenbütteli fejedelem (Welf-ház) | 1691. augusztus 28. | 1708. augusztus 1., Barcelona | 1711. április 17. férje trónra lépte 1723. szeptember 8., Prága koronázása | 1740. október 20. férje halála | 1750. december 21. | II. Károly     |
| | | Lotaringiai Ferenc István a királynő férje iure uxoris király | I. Lipót lotaringiai herceg (Vaudémont-ház) | 1708. december 8. | 1736. február 12., Bécs | 1740. október 20. felesége trónra lépte 1740. október 21. Mária Terézia társuralkodóvá nevezi ki a férjét az országaiban és tartományaiban, aki így iure uxoris király lesz Csehországban is. | 1741. december 19. felesége trónfosztása | 1765. augusztus 18. | Mária Terézia  |

### Wittelsbach-ház, 1741–1743
| Képe | Címere | Neve                           | Apja                                                                | Születése         | Házassága              | Uralkodói hitvessé válása (koronázása)       | Uralkodói hitvesi terminus vége    | Halála             | Házastársa           |
| ---- | ------ | ------------------------------ | ------------------------------------------------------------------- | ----------------- | ---------------------- | -------------------------------------------- | ---------------------------------- | ------------------ | -------------------- |
|      |        | Habsburg Mária Amália királyné | I. József magyar és cseh király, német-római császár (Habsburg-ház) | 1701. október 22. | 1722. október 5., Bécs | 1741. december 19. férje királlyá választása | 1743. május 12. férje trónfosztása | 1756. december 11. | III. Károly (Albert) |

### Habsburg–Lotaringiai-ház, 1743–1918
| Képe | Címere | Neve                                              | Apja                                                                            | Születése            | Házassága                                 | Uralkodói hitvessé válása (koronázása) | Uralkodói hitvesi terminus vége          | Halála               | Házastársa       |
| ---- | ------ | ------------------------------------------------- | ------------------------------------------------------------------------------- | -------------------- | ----------------------------------------- | --- | ---------------------------------------- | -------------------- | ---------------- |
|      |        | Lotaringiai Ferenc István újra iure uxoris király | I. Lipót lotaringiai herceg (Vaudémont-ház)                                     | 1708. december 8.    | 1736. február 12., Bécs                   | 1743. május 12. felesége újbóli trónra lépte | 1765. augusztus 18.                      | 1765. augusztus 18.  | Mária Terézia    |
|      |        | Wittelsbach Mária Jozefa királyné                 | VII. Károly német-római császár (Wittelsbach-ház)                               | 1739. március 30.    | 1765. január 23., Bécs                    | 1765. augusztus 18. Mária Terézia a férje, Lotaringiai Ferenc István halála után társuralkodóvá nevezi ki a fiát az országaiban és tartományaiban, aki így ifjabb király lesz Csehországban is. | 1767. május 28.                          | 1767. május 28.      | II. József       |
|      |        | Bourbon Mária Ludovika királyné                   | III. Károly spanyol király (Bourbon-ház)                                        | 1745. november 24.   | 1765. augusztus 5., Innsbruck             | 1790. február 20. férje trónra lépése 1791. szeptember 12. Prága koronázása | 1792. március 1. férje halála            | 1792. május 15.      | II. Lipót        |
|      |        | Bourbon–Szicíliai Mária Terézia királyné          | I. Ferdinánd nápoly–szicíliai király (Bourbon-ház)                              | 1772. június 6.      | 1790. augusztus 19., Bécs                 | 1792. március 1. férje trónra lépése 1792. augusztus 11., Prága koronázása | 1807. április 13.                        | 1807. április 13.    | I. Ferenc        |
|      |        | Habsburg–Estei Mária Ludovika királyné            | Habsburg–Lotaringiai Ferdinánd Károly Antal főherceg (Habsburg–Lotaringiai-ház) | 1787. december 14.   | 1808. január 6., Bécs                     | 1808. január 6., Bécs | 1816. április 7.                         | 1816. április 7.     | I. Ferenc        |
|      |        | Wittelsbach Karolina Auguszta királyné            | I. Miksa bajor király (Wittelsbach-ház)                                         | 1792. február 8.     | 1816. november 10., Bécs                  | 1816. november 10., Bécs | 1835. március 2. férje halála            | 1873. február 9.     | I. Ferenc        |
|      |        | Savoyai Mária Anna Pia királyné                   | I. Viktor Emánuel szárd–piemonti király (Savoyai-ház)                           | 1803. szeptember 19. | 1831. február 27., Bécs                   | 1835. március 2. férje trónra lépése 1836. szeptember 12., Prága koronázása | 1848. december 2. férje lemondása        | 1884. május 4.       | V. Ferdinánd     |
|      |        | Wittelsbach Erzsébet királyné                     | Miksa József bajor herceg (Wittelsbach-ház)                                     | 1837. december 24.   | 1854. április 24., Bécs                   | 1854. április 24., Bécs | 1898. szeptember 10.                     | 1898. szeptember 10. | I. Ferenc József |
|      |        | Bourbon–parmai Zita királyné                      | I. Róbert parmai herceg (Bourbon-ház)                                           | 1892. május 9.       | 1911. október 21., Schwarzau am Steinfeld | 1916. november 21. férje trónra lépése | 1918. november 11., Bécs férje lemondása | 1989. március 14.    | IV. Károly       |

### 1918-tól napjainkig
1918. november 14-ével megalakult Csehszlovákia, és megszűnt a királyság, így azóta hivatalban levő királyné nem volt.